# 조중연 (축구인)
조중연(趙重衍, 1946년 1월 18일 ~ )은 전직 축구 선수, 감독, 해설가, 대한축구협회 회장을 거쳐 현재 동아시아축구연맹 회장이다.

## 현역시절
1965년 고려대학교 축구부에 입학하였고 그해 청소년 대표에 선발이 되었고 활약하였다. 그 후 해병대와 산업은행에서 선수로 활동하다가 1974년 현역에서 물러났다

## 감독
1973년 고려대학교 축구부 코치를 시작으로 지도자의 길을 걷게 된다. 그렇다가 1983년 울산 현대가 창단했을 때 코치로 재직하고 1986년 울산 현대의 감독으로 취임하여 그 해에 프로축구선수권대회 우승을 차지하였다. 1989년에서 1994년까지 중동고등학교에서 감독으로 있었다.

## 축구행정가
이후 그는 KBS의 축구 해설 위원으로 일하기도 했으며, 1993년 정몽준 축구협회회장이 취임을 시작으로 행정가로서 첫 발을 내디뎠다. 한일월드컵 개최, 파주NFC 건립 등을 추진하며 행정가로서 경력을 쌓아서 1998년 기술위원장, 2004년 축구협회 부회장, 2009년 축구협회 비리대선에서는 허승표 피플웍스 회장을 따돌리고 제51대 축구협회장으로 취임하게 된다. 그리고 2011년에는 동아시아 축구 연맹의 회장에 취임하였다. 제52대 회장 선거에 대해서는 불출마를 결정했다고 밝혔다. 2013년 제52대 대한축구협회 회장 선거에서 정몽규 후보가 당선됨에 따라 당일 바로 이임식을 갖고 대한축구협회 회장 자리에서 물러났다.

## 수상

### 감독

#### 울산 현대
- 프로축구선수권대회 우승: 1986